# Samuel Niger

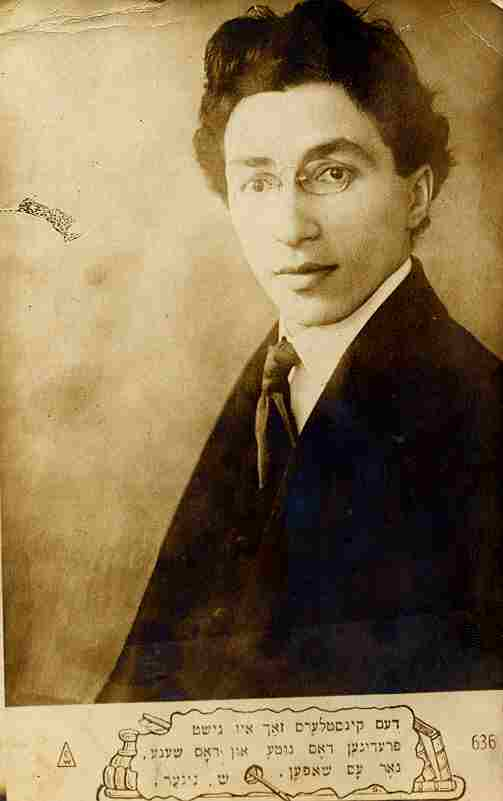
Der junge Samuel Niger

Samuel Niger (jiddisch Schmuel oder Shmuel Niger; Pseudonym für Samuel Tscharny oder Schmuel Tscharni, auch Samuel Charney; * 15. Junijul. / 27. Juni 1883greg. in Dukora bei Minsk; † 24. Dezember 1955 in New York) war ein russischer jiddischer Schriftsteller, Kritiker und Publizist. Er gilt als bedeutender literarischer Kritiker der jiddischen Literatur.

## Leben
Samuel Niger erhielt eine streng jüdische Erziehung und studierte bis zu seinem 17. Lebensjahr den Talmud, aber auch profane Wissenschaften.
Er war zunächst politisch tätig (1904 Mitbegründer der Zionistisch-Sozialistischen Partei, journalistischer Mitarbeiter des Parteiblatts Der najer Weg, mehrmals durch die russische Obrigkeit verhaftet und auch gefoltert), wurde dann, nach ersten literarischen Versuchen in Russisch und Hebräisch, Mitarbeiter und Herausgeber zahlreicher jiddischer literarischer Zeitschriften und entwickelte sich zur führenden Figur der jiddischen Kulturarbeit und des Jiddischismus in Russland bis zur Oktoberrevolution.
Seit August 1919 lebte er in New York und wurde vor allem durch seine über Jahrzehnte hinweg im Tog erschienenen Artikel zum Kritiker des jiddisch-literarischen Lebens.

## Werke/Ausgaben (Auswahl)
- Wegn jidische schrajber. Wilna/Warschau 1912 (2 Bände)
- Zum Andenken an Scholem Alejchem. 1916 (gemeinsam mit Israel Zinberg)
- Di jidische literatur un di leserin. Wilna 1919
- Schmueßn wegn bicher. New York 1922
- Ausgewählte Schriften. New York 1928 (3 Bände)
- Mendele Mojcher Sforim. New York 1928, Chikago 1936
- Schalom Alechem, seine wichtigsten Werke, sein Humor und sein Platz in der jiddischen Literatur. New York 1928
- In kamf far a najer derziung. New York 1940
- Di zwejschprachigkajt fun undser literatur. Detroit, Michigan, 1941
- Derzejlerß un romanißtn. New York 1946
- H. Lejwik. Toronto 1951
- Y. L. Perez. Buenos Aires 1952
- Lekßikon fun der najer jidischer literatur. New York 1956
- Kritik un kritiker. Buenos Aires 1959
- Bleter geschichte fun der jidischer literatur. New York 1959
- Jidische schrajber fun zwanzikßtn jorhundert. New York 1972
- Fun majn togbuch. New York 1973
- Bilingualism in the history of Jewish literature. Lanham Md. 1990 (übersetzt von Joshua A. Fogel)

## Redaktionelle Mitarbeit/Herausgeberschaft (Auswahl)
- Literarische monatßschriftn. Wilna 1908 (gegründet von Niger, A. Weiter und Sch. Gorelik)
- Di jidische welt. Wilna 1912–1915 (Monatsjournal)
- Der pinkeß. Jorbuch far jidischer literatur. Wilna 1913
- Di woch. 1914
- העבר. Petrograd 1916
- Kultur un bildung. 1918 (hrsg. vom jüdischen Kommissariat in Moskau)
- Di naje welt. Wilna 1918/1919 (Monatsjournal, im Auftrag des Kommissariats für Volksbildung, Moskau)
- Wilner Tog. ( bis 1919; von Niger gegründete Zeitung)
- Forwertß. New York 1919
- Der Tog. New York 1920–1955 (jiddische Tageszeitung)
- Doß naje lebn. New York 1922 (Monatsjournal, gemeinsam mit Chaim Schitlowsky, elf Nummern erschienen)